# Psychiatrisch medische unit

De Griekse letter Psi, het internationale logo voor psychologie en psychiatrie.

Een Psychiatrisch Medische Unit (PMU) is een afdeling in een algemeen ziekenhuis, waar zowel psychiatrische als somatische behandeling wordt gegeven, er werken somatisch- en psychiatrisch verpleegkundigen.
Binnen een PMU is men gericht op diagnostiek, curatieve behandeling en preventie van psychiatrische en somatische stoornissen bij patiënten. Diagnostiek, behandeling, en behandeling- en bejegeningadviezen vinden plaats vanuit een biopsychosociaal model , met uitdrukkelijke aandacht voor de rol van somatische ziekten of somatische behandelrelaties bij de psychiatrische ziekte of gedragsstoornis van de patiënt.
De nadruk binnen een PMU ligt op:
- Diagnostiek en behandeling van psychiatrische stoornissen ten gevolge van somatische aandoeningen of behandelingen,
- Diagnostiek en behandeling van psychiatrische stoornissen als bijkomende aandoening bij somatische ziekten en behandelingen
- Diagnostiek en behandeling van somatische ziekten als complicerende factor bij de behandeling van psychiatrische stoornissen
- Diagnostische- en behandelingstechnieken van psychiatrische stoornissen, die een ziekenhuissetting vergen en
- Diagnostiek en behandeling van somatische klachten als uiting van psychiatrische stoornis

Het aantal mensen dat van mening is dat de ziekenhuiszorg een
Psychiatrisch Medische Unit (PMU) als behandelfunctie niet kan missen, neemt voortdurend toe. Uit onderzoek blijkt dat patiënten met een gecombineerde somatische en psychiatrische aandoeningen binnen de huidige opzet van de algemene en psychiatrische ziekenhuizen vaak worden onderbehandeld. In het algemeen ziekenhuis wordt de psychiatrische aandoening vaak niet onderkend en de behandeling daardoor te lang uitgesteld. In het psychiatrisch ziekenhuis worden patiënten met een somatische aandoening veelal niet opgenomen.

## Geschiedenis
De oudste PMU van Nederland maakt onderdeel uit van ziekenhuis Rijnstate in Arnhem.
Voor die tijd beschikte Rijnstate over een psychiatrische afdeling (PAAZ).
Vanuit die afdeling startte Rijnstate in 1996 een Psychiatrisch Medische Unit. Op deze PMU waar destijds aanvankelijk maximaal 6, en thans 12 patiënten met een gecombineerde somatische en psychiatrische aandoening kunnen worden opgenomen. De unit heeft een open en gesloten afdeling. Op de PMU worden zowel patiënten van somatische hoofdbehandelaars uit Rijnstate opgenomen, maar ook vanuit de regio.
De verpleegkundige PMU richt zich op patiënten waarbij naast de aanwezigheid van een lichamelijke ziekte, ook sprake is van psychiatrische ontregeling, zogenaamde co-morbiditeit. Het werk van de PMU verpleegkundige richt zich daardoor zowel op het uitvoeren van voorbehouden handelingen, als op de belangenbehartiging van de patiënt.